# Ferdinand Sartorius
Ferdinand Sartorius, né le 26 août 1817 à Eisenach et mort à Paris 6e le 8 mai 1866, est un éditeur français.

## Biographie
Originaire du royaume de Saxe-Weimar, Charles Frédéric Ferdinand Sartorius commence ses activités d'éditeur parisien en 1843 avec comme première adresse le 17 quai Malaquais. Il publie entre autres un remarquable album d'eaux-fortes reproduisant les gravures de Rembrandt, qu'il réunie en portfolio en 1846, sous la direction d'Arsène Houssaye. Lié à ce dernier, il lui rachète en 1849 le droit d'éditer la revue illustrée L'Artiste, jusqu'en 1851.
Parmi les prestigieux auteurs que Sartorius va publier, l'on trouve Benjamin Constant, Charles Baudelaire, Alphonse de Lamartine, Gérard de Nerval.
Sous la Deuxième République, il transfère ses activités quai Voltaire, d'abord au no 5 puis au 23. Sous le Second Empire, il a successivement pour adresse le 9 rue Mazarine, puis à partir de 1861, le 6 rue Jacob, et enfin, à compter de 1864, le 27 rue de Seine.
À partir de 1850, il entreprend de publier Le Salon, un recueil de gravures et de lithographies reproduisant les tableaux les plus appréciés du Salon de Paris. Il convoque des graveurs comme Hédouin, Masson, Charles Carey, et des dessinateurs sur pierres lithographiques comme Jules Laurens et Auguste Anastasi.
En 1862, il s'associe avec Angelo de Sorr (Ludovic Sclafer, dit), pour fonder la Librairie Ferd. Sartorius, leur fortune commerciale vient rapidement avec l'édition des ouvrages de Paul de Kock.
Son décès est annoncé début mai 1866 dans la presse.
L'affaire est reprise par sa veuve, Joséphine Charlotte Goetschy, qui meurt à l'âge de 49 ans, le 13 juin 1873,. La marque de sa maison semble disparaître au début des années 1880, au moment de la mort de Ludovic Sclafer en 1881.